# Smithfield (New York)
Smithfield est une ville du comté de Madison, dans l'État de New York, aux États-Unis,. En 2010, elle comptait une population de 1 288 habitants.

## Démographie
Lors du recensement de 2010, la ville comptait une population de 1 288 habitants. Elle est estimée, en 2016, à 1 267 habitants.